# Thomas Parker (rugby à XIII)
Pour les articles homonymes, voir Thomas Parker et Parker.
Pas d'image ? Cliquez ici

a Compétitions nationales et continentales officielles uniquement.

b Matchs officiels uniquement.
Thomas Parker, né le 22 mai 1901 à Cwmafan et mort le 17 avril 1969 à Cwmafan, est un joueur de rugby à XIII international gallois évoluant au poste de centre. Son frère, Gwyn Parker, a également été joueur de rugby à XIII international gallois entre 1928 et 1935.
Il intervient à la naissance du rugby à XIII en France en étant entraîneur-joueur de Côte basque qu'il mène au titre de la Coupe de France en 1936, puis Albi au lendemain de leur titre de Championnat de France en 1938. L'entrée en guerre de la France interrompt son séjour en France et repart au pays de Galles en 1939.
Il faillit revenir en France en 1949 pour entraîner Lyon-Villeurbanne mais déclina l'offre.

## Palmarès
- Collectif : 
  - Vainqueur du Championnat d'Angleterre : 1926 (Wigan).
  - Vainqueur de la Challenge Cup : 1924 et 1929 (Wigan).
  - Vainqueur de la Coupe de France : 1936 (Côte basque).